# CLEC12B
CLEC12B (англ. C-type lectin domain family 12 member B) – білок, який кодується однойменним геном, розташованим у людей на 12-й хромосомі. Довжина поліпептидного ланцюга білка становить 276 амінокислот, а молекулярна маса — 31 616.
| 10         |  | 20         |  | 30         |  | 40         |  | 50         |
| ---------- |  | ---------- |  | ---------- |  | ---------- |  | ---------- |
| MSEEVTYATL |  | TFQDSAGARN |  | NRDGNNLRKR |  | GHPAPSPIWR |  | HAALGLVTLC |
| LMLLIGLVTL |  | GMMFLQISND |  | INSDSEKLSQ |  | LQKTIQQQQD |  | NLSQQLGNSN |
| NLSMEEEFLK |  | SQISSVLKRQ |  | EQMAIKLCQE |  | LIIHTSDHRC |  | NPCPKMWQWY |
| QNSCYYFTTN |  | EEKTWANSRK |  | DCIDKNSTLV |  | KIDSLEEKDF |  | LMSQPLLMFS |
| FFWLGLSWDS |  | SGRSWFWEDG |  | SVPSPSLFST |  | KELDQINGSK |  | GCAYFQKGNI |
| YISRCSAEIF |  | WICEKTAAPV |  | KTEDLD     |  |            |  |            |

A: Аланін

C: Цистеїн

D: Аспарагінова кислота

E: Глутамінова кислота

F: Фенілаланін

G: Гліцин

H: Гістидин

I: Ізолейцин

K: Лізин

L: Лейцин

M: Метіонін

N: Аспарагін

P: Пролін

Q: Глутамін

R: Аргінін

S: Серин

T: Треонін

V: Валін

W: Триптофан

Кодований геном білок за функціями належить до рецепторів, фосфопротеїнів. 
Задіяний у такому біологічному процесі, як альтернативний сплайсинг. 
Білок має сайт для зв'язування з лектинами. 
Локалізований у клітинній мембрані, мембрані.